# Araea attenuata
Araea attenuata là một loài bướm đêm trong họ Noctuidae.